# Nessovbaatar multicostatus
Nessovbaatar multicostatus — вид викопних ссавців ряду багатогорбкозубих (Multituberculata). Це були дрібні, травоїдні, гризуноподібні ссавці. Вони жили в епоху динозаврів, у кінці крейди на території Центральної Азії. Скам'янілі рештки (голотип ZPAL MgM-1/103, нижня щелепа) знайдені у відкладеннях формації Барун Гойот у Монголії, датуються віком 84-70 млн років.